# Курфюрство Баден
Курфюрство Баден (на немски: Kurfürstentum Baden) е историческа територия в Свещената Римска империя през 1803 – 1806 г. От 1806 г. e във Велико херцогство Баден (1806 – 1918).

## Образуване
Образувано е на 27 април 1803 г. от Маркграфство Баден, което се състои от новообединените през 1771 г. бивши Маркграфство Баден-Дурлах и Маркграфство Баден-Баден. Столица е Карлсруе. Управляващ e курфюрст Карл Фридрих от фамилията Дом Баден (Церинги).

## Управляващи в Баден
- 1803 – 1806: Карл Фридрих (* 22 ноември 1728, Карлсруе; † 10 юни 1811), маркграф на Баден-Дурлах (1738 – 1771), маркграф на Баден (1771 – 1803), курфюрст на Баден (1803 – 1806), от 12 юли 1806 г. велик херцог